# Apôtres du Sacré Cœur de Jésus
Ne doit pas être confondu avec Sœurs apôtres du Sacré-Cœur.
Les apôtres du Sacré Cœur de Jésus (en latin : Apostolae Sacri Cordis Jesu) sont une congrégation religieuse féminine enseignante et hospitalière de droit pontifical.

## Historique
La congrégation est fondée le 30 mai 1894 à Viareggio par Clelia Merloni (1861-1930) ; en 1900, la maison-mère est transférée à Plaisance où l'évêque Jean-Baptiste Scalabrini demande aux religieuses de soutenir les missionnaires de Saint-Charles dans l'aide aux émigrés, puis à Alexandrie et, en 1916, à Rome.
L'institut reçoit le décret de louange le 17 juillet 1921, il est définitivement approuvé par le Saint-Siège le 24 mars 1931 et ses constitutions religieuses le 17 octobre 1941.

## Activités et diffusion
Le but des apôtres du Sacré-Cœur est de propager la dévotion au Sacré Cœur de Jésus à travers la catéchèse, l'éducation des jeunes et des enfants et l'assistance aux personnes âgées et aux malades. 
Elles sont présentes en:
- Europe : Italie, Albanie, Suisse.
- Amérique : Argentine, Brésil, Chili, États-Unis, Mexique, Paraguay, Uruguay.
- Afrique : Bénin, Mozambique.
- Asie : Philippines, Taïwan.

La maison généralice est à Rome. 
En 2017, la congrégation comptait 1026 religieuses dans 148 maisons.